# OpenSceneGraph
OpenSceneGraph è un toolkit open source grafico 3D ad alte prestazioni, utilizzate da sviluppatori di applicazioni in campi come le simulazioni visuali, giochi per computer, realtà virtuale, visualizzazioni scientifiche e modelling.
Scritte completamente in Standard C++ e OpenGL, OpenSceneGraph gira su una varietà di Sistemi operativi tra i quali Microsoft Windows, macOS, Linux, IRIX, Solaris e FreeBSD.

## Capacità
- grafici scenari a livello industriale pieni di capacità
- Alte performance dovute al supporto per
- # View frustum, small feature and occlusion culling
- # Livello di dettaglio
- # Ordinamento a stati e aggiornamento a stati lazy
- # Ultime estensioni e percorsi veloci OpenGL
- # Ottimizzazioni Multi-threading e di database
- Supporto esteso per OpenGL, dal 1.1 attraverso il 2.0 incluse le ultime estensioni
- Supporto molto stretto e parallelo alle ombreggiature delle OpenGL, sviluppato in congiunzione con 3Dlabs
- Supporto per un largo numero di immagine 2D e formati database 3D, con 34 caricatori disponibili tra i quali standard industriali come OpenFlight, TerraPage, OBJ, 3DS, JPEG, PNG e GeoTiff
- Effetti di particelle
- Supporto al testo TrueType(R) con anti-alias e alta qualità
- Supporto per gli oggetti dei framebuffer, effetti pbuffers e render-to-texture frame buffer
- Supporto ai database con paginazione multi-thread, che può essere utilizzata in congiunzione con tutti i caricatori di immagini e oggetti 3D
- Generazione del database del terreno paginato geospaziale su larga scala a livello globale
- Supporto alle introspezioni per le librerie che permettono alle applicazioni esterne di fare ricerche, prendere, impostare e operare su tutte le classi nelle scene, attraverso una interfaccia generica
- Supporto multi-thread e ad alta configurabilità per macchine a CPU multiple e multiple GPU

## Versione corrente
La versione stabile corrente è la versione 3.6.5 rilasciata a luglio 2019.